# 승부 (2025년 영화)
승부(The Match)는 2025년 개봉한 대한민국의 드라마 영화이다. 사제 관계인 바둑 기사 조훈현과 이창호의 실화를 바탕으로 한 작품이다.

## 줄거리
1980년대에서 1990년대를 배경으로 한 이 영화는 실제 인물인 두 바둑 기사, 조훈현과 이창호를 모티프로 한 이야기이다. 바둑 챔피언 조훈현은 한 아마추어 대회에서 재능은 뛰어나지만 제대로 된 훈련을 받지 못한 소년 이창호를 발견하고, 그를 제자로 삼아 프로 기사로 키우기로 결심한다. 그러나 시간이 흐르며 제자가 스승의 가르침에 반기를 들면서 갈등이 시작된다.

## 출연

### 주연
- 이병헌 - 조훈현 역
- 유아인 - 이창호 역

### 조연
- 문정희 : 정미화[1] 역
- 김강훈 : 어린 이창호 역
- 고창석 : 천승필[2] 역
- 현봉식 : 이용각 역
- 전무송 : 이화춘[3] 역
- 정우영 : 바둑 캐스터 역
- 남문철 : 백선기 역
- 정석용 : 이재룡 역
- 주진모 : 조규상 역
- 곽자형 : 섭위평 역

### 특별출연
- 조우진 : 남기철[4] 역

## 수상 목록
- 2025년 제23회 디렉터스 컷 어워즈 남자배우상 (이병헌)

## 참고 사항
1991년 MBC 다큐멘터리 《인간시대 - 승부》 방송했으나, 2025년 동명 제목으로 다룬 재구성한 영화다. 2025년 5월 8일 넷플릭스에 공개되었다.

## 같이 보기
- 맞수 - 드라마